# Каленцано
Каленца́но, или Календза́но (итал. Calenzano) — коммуна в Италии, располагается в регионе Тоскана, в провинции Флоренция.
Население составляет 15 689 человек (2008 г.), плотность населения составляет 207 чел./км². Занимает площадь 77 км². Почтовый индекс — 50041. Телефонный код — 055.
Покровителем коммуны почитается святитель Николай Мирликийский, празднование 6 декабря .
Нефтеперерабатывающий завод Eni, основной потребитель — аэропорт Флоренции.

## Демография
Динамика населения:

## Администрация коммуны
- Официальный сайт: http://www.comune.calenzano.fi.it/